# Armand Albert-Petit
Vous pouvez aider à l'améliorer ou bien discuter des problèmes sur sa page de discussion.
- Il ne cite pas suffisamment ses sources. Vous pouvez indiquer les passages à sourcer avec {{référence nécessaire}} ou {{Référence souhaitée}}, et inclure les références utiles en les liant aux notes de bas de page. (Marqué depuis avril 2024)
- Certaines informations devraient être mieux reliées aux sources mentionnées dans la bibliographie ou les liens externes. Améliorez sa vérifiabilité en les associant par des références. (Marqué depuis avril 2024)
- Il ne s’appuie pas, ou pas assez, sur des sources secondaires ou tertiaires. (Marqué depuis avril 2024)
- Sa forme n’est pas encyclopédique et ressemble trop à un curriculum vitæ. Modifiez le texte pour aider à le transformer en article neutre. (Marqué depuis avril 2024)

- Archive Wikiwix
- Bing
- Cairn
- DuckDuckGo
- E. Universalis
- Gallica
- Google
- G. Books
- G. News
- G. Scholar
- Persée
- Qwant
- (zh) Baidu
- (ru) Yandex
- (wd) trouver des œuvres sur Wikidata

Armand Alexandre Albert-Petit, né à Gasny le 16 novembre 1860 et mort à Heudreville-sur-Eure le 8 août 1939, est un historien français.

## Biographie
Il fait ses études à Évreux, puis au lycée Louis-le-Grand et à l'École normale supérieure de Paris. Agrégé d'histoire en 1884, il est professeur au lycée de Caen de 1884 à 1887, à l'École polytechnique fédérale de Zurich de 1888 à 1889, puis au lycée Janson-de-Sailly de Paris de 1890 à 1923. En 1902, il participe à une commission préparatoire à la réforme de l'enseignement mandatée par le ministère de l'Instruction publique. Entre 1911 et 1935, il dirige une collection d'ouvrages d'histoire régionaliste intitulée Les Vieilles Provinces de France, pour laquelle il rédige lui-même une Histoire de Normandie, ouvrage couronné par l'Académie française.
Pendant près de quarante ans, il collabore, principalement sur des sujets d'histoire et d'éducation, à de nombreuses revues, parmi lesquelles Le Journal des débats et la Revue des deux Mondes. En 1918-1919, ses articles sur la politique intérieure française sont réunis en trois volumes sous le titre La France de la Guerre. En 1926, il prend la présidence de la société libre d'agriculture, sciences, arts et belles-lettres de l'Eure. Il collabore également à l'Histoire de la IIIe République, publiée en 1933 sous la direction de Jean Héritier. Il est élu membre de l'Académie des sciences morales et politiques en 1935.

## Publications
- La France économique (1888)
- Histoire de Normandie (1911). Réédition : Histoire de Normandie des origines au XIXe siècle, Barré et Dayez, Paris, 1987.
- Comment l'Alsace est devenue française (1915)
- La France de la Guerre (3 volumes, 1918-1919)
- Ce qu'il faut connaître de la Rome antique (1927)